# Henry Quinteros
Henry Edson Quinteros Sánchez (ur. 19 października 1977 w Limie) – peruwiański piłkarz występujący na pozycji pomocnika, reprezentant Peru w latach 2000–2009.

## Kariera piłkarska
Od 30 sierpnia 2006 grał w barwach pierwszoligowego Lecha Poznań. Przeszedł do niego z peruwiańskiego Sportingu Cristal za ok. 250 tysięcy dolarów. Wcześniej występował także w Alianza Lima. W polskiej lidze zadebiutował 10 września 2006 podczas spotkania Groclin – Lech, przebywał na boisku 69 minut. W połowie czerwca 2008 roku ogłosił, iż chce odjeść z Lecha z powodów rodzinnych. Kontrakt z klubem rozwiązał za porozumieniem stron 29 lipca 2008. W latach 2008–2013 występował w Alianzy Lima. W 2014 roku był graczem León de Huánuco, w którym zakończył karierę.
Nosił pseudonim El Pato (hiszp. Kaczor – od charakterystycznego sposobu chodzenia). W poznańskim klubie nazywany był Kwinto ze względu na podobne brzmienie jego imienia i nazwiska do imienia i nazwiska bohatera filmu Vabank – kasiarza Henryka Kwinty.

## Życie prywatne
Brat piłkarza Ronalda Quinterosa, trzykrotnego reprezentanta Peru.

## Sukcesy

### Zespołowe
Alianza Lima
- mistrzostwo Peru: 2001, 2003

Club Sporting Cristal
- mistrzostwo Peru: 2005

### Indywidualne
- jedenastka obcokrajowców I ligi wg tygodnika Piłka nożna: 2006
- bramka sezonu wg stacji Canal+: 2006/07